# Eumenes II
Eumenes II (Εὐμένης Β' τῆς Περγάμου; 221 a.C. — 160 a.C.) foi um rei de Pérgamo que governou entre 197 e 159 a.C., sendo membro da dinastia atálida.
Era filho de Átalo I e da rainha Apolonis. Casou-se com Estratonice, filha de Ariarates IV, rei da Capadócia, tendo um filho, que se tornou rei como Átalo III. Seguindo o exemplo paterno, Eumenes colaborou com os romanos para conter os macedônios e os selêucidas, que levou à derrota de Antíoco III na Batalha de Magnésia em 190 a.C. Como resultado do Tratado de Apameia em 188 a.C. ele recebeu as regiões da Frígia, Lídia, Pisídia, Panfília e partes da Lícia de seus aliados romanos. Mais tarde caiu em desgraça junto aos romanos por ter se tornado suspeito de se aliar com Perseu da Macedônia. Então os romanos tentaram, sem sucesso, colocar no trono seu irmão, Átalo II.
Em seu reinado se expandiu a Biblioteca de Pérgamo, uma das maiores bibliotecas do mundo antigo, e se construiu o célebre Altar de Pérgamo, uma das maiores realizações da escultura do Helenismo.